# 多邇具久

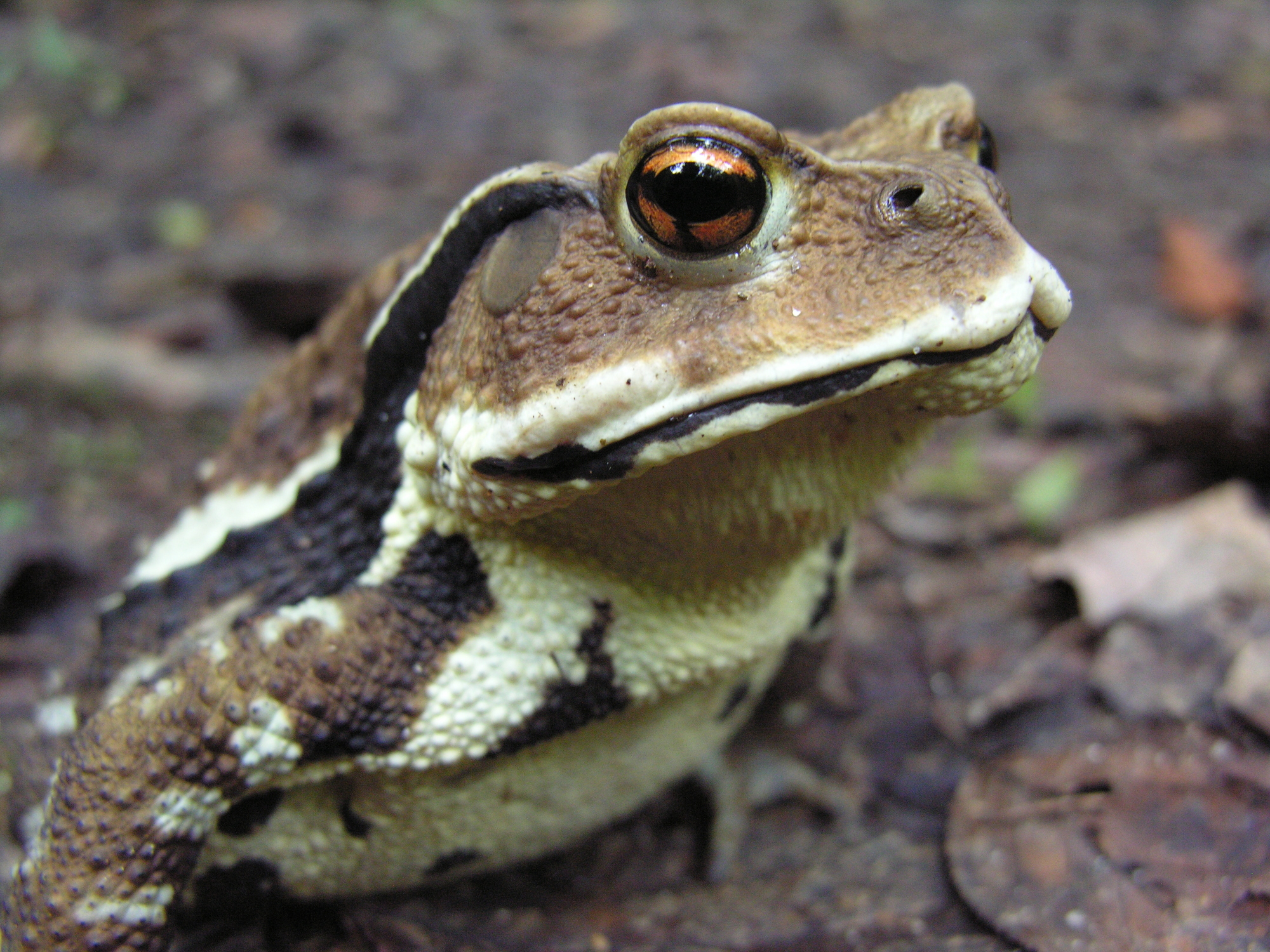
ニホンヒキガエル。

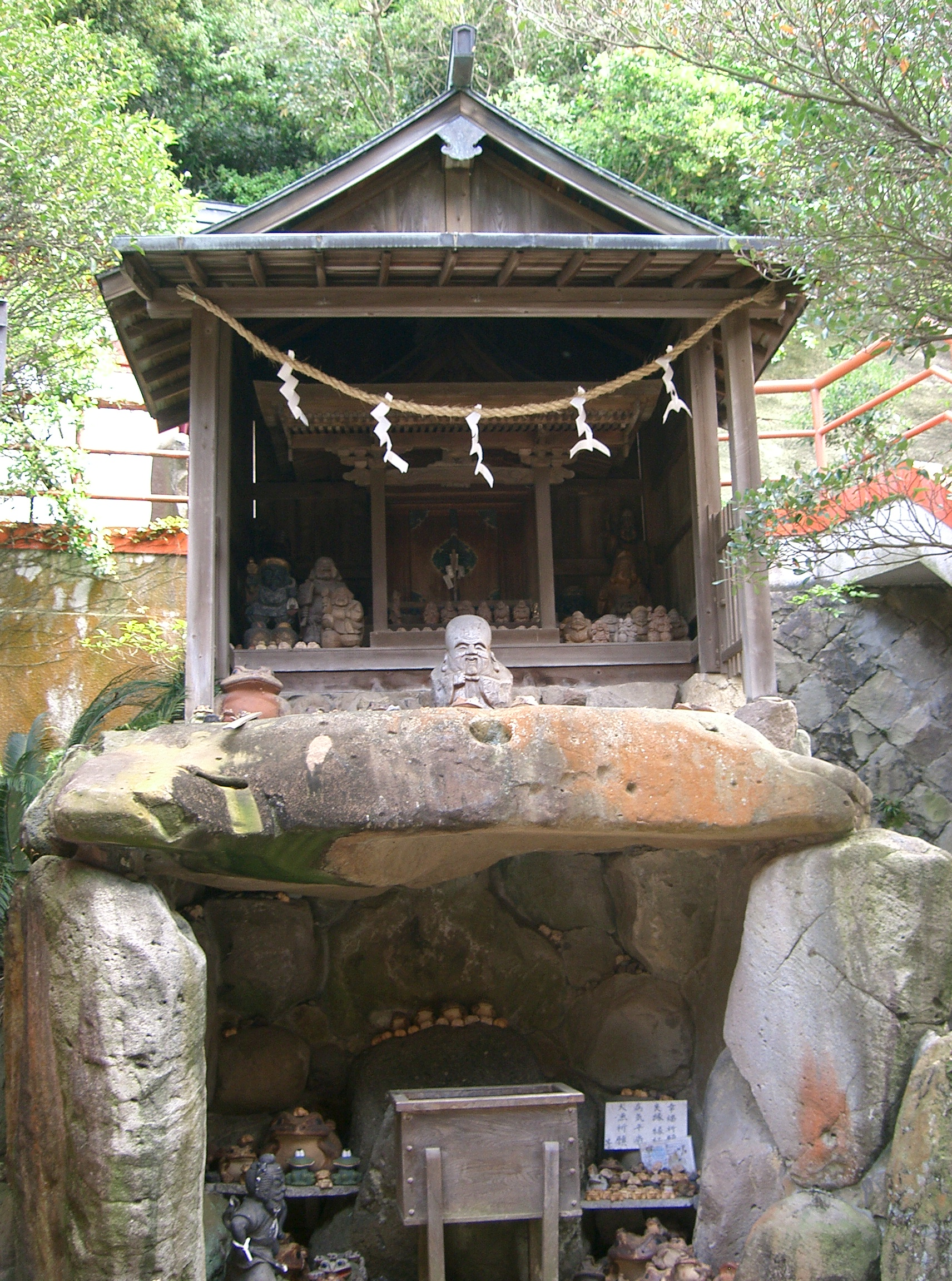
淡嶋神社（和歌山県和歌山市）の大国主社にはヒキガエルの土偶が奉納される。

鳥取県境港市・水木しげるロードに設置されている「たにぐく」のブロンズ像。

多邇具久（たにぐく）は、日本神話に登場する神である。谷蟆、谷蟇の字を当ててヒキガエルを指す。

## 概要
大国主の国づくりの説話において登場する。『古事記』における同段によると、大国主が出雲の御大岬（美保岬）にいたとき、海の向こうから小さな神がやって来たが、名を尋ねても答えず、誰もこの神の名を知らなかった。このとき、かかしの久延毘古なら知っているはずと注進したのが、ヒキガエルの多邇具久であった。はたして、久延毘古によって、その小さな神の名は「神産巣日神の子の少彦名神」であると知らされる。『日本書紀』の同エピソード部分には登場しないが、谷川健一によれば、和歌山県新宮市附近ではヒキガエルを「ゴトビキ」と呼び、神武天皇の東征神話に描かれる「天磐盾」（アメノイワタテ）が神倉神社の「ゴトビキ岩」であるという話を紹介している。
谷蟆（ヒキガエル）は、地上のどこにでも生息しているため、「国土の隅々まで知り尽くした存在」であるとか「地上を這い回る支配者」と考えられていた。『万葉集』巻5の800番、山上憶良の長歌に「天雲の向伏極み 谷蟆のさ渡る極み」と謳われる。天皇の支配領域を指し、天の雲の向こうの果てから地上はヒキガエルの歩いているようなところはすべて、という意味である。憶良の歌には、大国主が天孫降臨に先行しておこなった「国づくり」に関わる谷蟆（ヒキガエル）を引き合いに出すことで、天皇への地上の支配権の献上についてが念頭にあることが示されている。『万葉集』のこの箇所での表記は多尓具久である。この「天雲の向伏極み 谷蟆のさ渡る極み」のフレーズは京都産業大学の『学歌』（作詞荒木俊馬、作曲團伊玖磨）にも引用されている。

## 語源
多邇具久、タニグクの語源は「谷潜り」（たにくぐり）の意とされる。「クク」はヒキガエルの鳴き声の擬声語であるという説もある。ヒキガエルを指して、熊本県北部では「タンガク」、和歌山県熊野では「タンゴク」と呼ぶが、これらはタニグクの訛である。
喜田貞吉は、「谷蟆とは傀儡子（くぐつ）の事ではなかろうか」「クグツは蟆人（くくびと）の義ではなかろうか」と述べている。

## 地方名
俳人の原石鼎は随筆『暖気』で深吉野には渓流の岩の間で冬眠し、寒いうちから鳴き始める蟇がおり、たにぐくと呼ばれると記している。

## 信仰
神話の当地である島根県松江市美保関町の美保神社の境外には、久具谷社があり、國津荒魂神とともに多邇具久命が祀られている。和歌山県和歌山市の淡嶋神社にある大国主社には、瓦蟇（ヒキガエルの土偶）が奉納される風習が残る。
三重県伊勢市の二見興玉神社は、猿田彦大神を祀るが、その神使がカエルであるとされている。